# Cristina (chanteuse)
Pour les articles homonymes, voir Cristina.
Cristina, nom de scène de Cristina Monet-Palaci, née le 17 janvier 1956 à Manhattan et morte le 31 mars 2020 à New York, est une chanteuse américaine. 
Elle est principalement connue pour ses albums parus sur le label new yorkais ZE Records au début des années 1980.

## Biographie
Cristina Monet-Palaci est la fille du psychanalyste français Jacques Palaci (1915-1995) et de la scénariste et romancière américaine Dorothy Monet. Cristina a fait ses études à l'Université Harvard,. Elle travaille comme journaliste pour le journal new-yorkais The Village Voice où elle rencontre Michael Zilkha qui devient plus tard son mari. Zilkha, riche héritier de l'entreprise anglaise Mothercare, venait de cofonder le label ZE Records avec le Français Michel Esteban. 
Zilkha persuade Cristina d'enregistrer une chanson intitulée Disco Clone, un titre pastiche de disco écrit par Ronald Melrose, un camarade de classe de Cristina à Harvard,. L'enregistrement original, produit par John Cale, est le premier single publié sur le label ZE, sous la référence ZE001. Une deuxième version est enregistrée avec le comédien Kevin Kline (non crédité) dans le rôle de la voix masculine remixée pour l’occasion par Chris Blackwell, le patron d’Island Records avec qui ZE Records venait de signer un accord de distribution.
Le succès de Disco Clone encourage ZE à produire un album complet en 1980, en confiant la réalisation artistique à August Darnell, de Kid Creole and the Coconuts. L'album est réédité en CD en 2004 sous le titre Doll in the box. Cristina a également publié, sur un maxi single, une reprise du hit de Peggy Lee Is that all there is?. Cristina ayant modifié les paroles pour rendre la chanson plus cynique et actuelle s'est vue poursuivre par les auteurs originaux, Leiber et Stoller, qui demandèrent le retrait du commerce du single. Une autre reprise des Beatles cette fois-ci, Drive my car, sortira en single, arrangée par Stony Browder, demi frère d’August Darnell, avec qui il avait fondé le groupe Dr Buzzard's Original Savannah Band.
Things fall apart sera également enregistré par Cristina, produit par Was (Not Was) (en), pour la compilation de Noël des artistes ZE, A Christmas Record, publiée en 1981. Le deuxième album de Cristina sera produit à Detroit par Don Was et sortira en 1984 avec une pochette originale de Jean-Paul Goude (un an avant qu’il n’utilise la même idée pour Grace Jones). Le disque n’obtient pas le succès commercial attendu. Cristina mariée a Zilkha se retire au Texas pour élever leur fille. Ils divorcent en 1990 et elle retourne vivre à New York. Elle contribue à des publications telles que London's Times Literary Supplement, tout en luttant contre une maladie orpheline. Ses deux albums pour ZE records ont été réédités en CD en 2004.

## Discographie

### Albums studio
- Cristina  (1980, Ze Records)
- Sleep It Off (1984, Ze Records)
- Doll in the Box (2004, Ze Records) - Expanded re-issue of Cristina
- Sleep It Off (2004, Ze Records) - Expanded re-issue

### Singles
- Disco Clone (1978)
- Is That All There Is? (1980)
- Baby You Can Drive My Car (1980)
- La Poupée Qui Fait Non (1980)
- Things Fall Apart (1981)
- Ticket To The Tropics (1984)